# 木村政彥

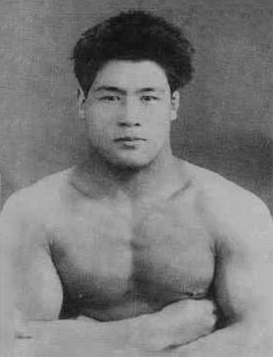
木村政彥（攝於1935年）

木村政彥（1917年9月10日—1993年4月18日）是一位日本柔道家，被譽為是史上最強的柔道家，有「木村之前無木村、木村之後無木村」（木村の前に木村なく、木村の後に木村なし）的美譽。

## 生平
16歲時木村政彥即取得柔道四段，18歲時更成為史上最年輕的柔道五段，曾經在講道館一次擊倒8名黑帶選手。根據紀錄，在他的柔道生涯當中，僅僅輸過四場比賽而已，而這四場敗戰都發生在他取得三段之前。木村之所以如此強橫，歸功於其特殊的重量訓練以及持之以恆的鍛鍊。他每天都會作1000次的伏地挺身，一天的練習時間超過9小時。
1950年代初期，木村政彥應力道山之邀請加入日本職業摔角聯盟，成為一名職業的摔角選手。但是他在擂台上的戰績和人氣，卻始終比不上力道山。有些報導指出，力道山因為本身是韓國裔的日本人，所以他並不希望身為純種日本人的木村戰績比自己好。因此在安排比賽時，並不是相當的公平。
木村政彥之後自組了一個地方性的摔角團體國際摔角軍隊(IPWF)，來和力道山的日本職業摔角聯盟相抗衡。之後力道山和木村正式決裂，兩人展開決鬥。這場決鬥在當時的日本造成相當大的轟動，但是根據多年之後雙方當事人的證明，這場比賽是一場黑道、金錢與暴力等黑影壟罩下的假比賽。
最後力道山撕毀賽前的決定，原本應該是平手收場的比賽在力道山的猛烈攻擊之下，木村政彥被KO擊敗。之後IPWF這個團體被日本職摔聯盟合併，但是值得一提的是，IPWF是日本最早引進墨西哥式蒙面摔角的團體。
木村政彥在被力道山擊敗之後，支持木村的黑社會老大原本無法忍受力道山的囂張跋扈，所以決定要派人暗殺力道山。但是木村政彥否定了這項決定，包括當時有名的空手道家大山倍達都想要給力道山一個教訓。木村政彥表示總有一天力道山會因為自己的囂張而喪命，果然十年之後，力道山被黑道份子刺殺（1963年，力道山和一名協助他創辦日本職業摔角聯盟的黑社會幫派「住吉會」的首領起了衝突。同年12月8號，當力道山在東京的一家夜店參加宴會時，被住吉會分會「住吉一家」的成員村田勝志刺傷，並被送進山王醫院急救。搶救之後，力道山傷勢並無大礙。但因對自己的身體的過度自信，力道山完全不聽從醫生指示，出院之後，立刻大量飲水、飲酒和食用壽司。一星期後，力道山傷口因細菌感染而再度惡化，並於1963年12月15日因腹膜炎去世。）
1955年，38歲的木村政彥在巴西以總合格鬥式規則的比賽，擊敗艾里奥·格雷西。而木村政彥折斷艾里奥·格雷西手臂的招式，從此之後便被改名為「木村鎖」。
1959年，木村政彥再次來到巴西接受沃爾德瑪·桑塔那的挑戰，這也是他柔道生涯的最後一場正式的公開比賽。這場比賽是一場真實的決鬥，而不是事前安排好的秀。沃爾德瑪·桑塔那曾經學習過卡波耶拉和拳擊，也曾經打敗過艾里奥·格雷西。但是，最後木村政彥依然獲得比賽的勝利。
1993年，木村政彥因為肺癌而病逝，終年75歲。

## 著作
- 『スポ－ツグラフィック -柔道教室-』1968年
- 『わが柔道』1985年
- 『わが柔道―グレイシー柔術を倒した男』2001年

## 外部連結
- 木村政彦的紀錄影片 （页面存档备份，存于）
- 木村 V.S. Helio Gracie